# Tomorrow X Together
Tomorrow X Together (en hangul, 투모로우바이투게더; romanización revisada, Tumoroubaitugedeo), abreviado frecuentemente como TXT, es una boy band surcoreana de K-pop formada por Big Hit Music en 2019. El grupo está compuesto por cinco integrantes: Yeonjun, Soobin, Beomgyu, Taehyun y Huening Kai. TXT debutó el 4 de marzo de 2019 con el EP, The Dream Chapter: Star. El nombre oficial de su fanclub es MOA que significa "Moments Of Alwaysness" (Momentos de eternidad). Son considerados los líderes de la cuarta generación del K-pop por la Recording Academy, la misma que otorga los premios Grammy.

## Historia

### Predebut

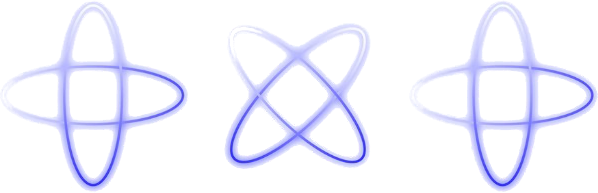
Logo utilizado por el grupo como representación antes del debut.

El grupo se dio a conocer a partir del 10 de enero de 2019 a través de la cuenta de Twitter de Big Hit al revelar a cada miembro por separado con un vídeo titulado «What do you do?». El 11 de enero, Big Hit Entertainment dio a conocer el nombre del grupo «Tomorrow by Together», (conocidos también como Tomorrow X Together). Rápidamente, TXT ocupó el primer lugar en varios motores de búsqueda, y recibió atención por Billboard, que ha escrito varios artículos del grupo. En el mismo día, se reveló a Yeonjun, el primer integrante del grupo. Seguido unos días después por Soobin, el cual fue confirmado como el líder, Huening Kai, Taehyun y Beomgyu. Tres días después, el 24 de enero, BigHit confirmó que TXT estaría conformado únicamente por cinco miembros, publicando vídeos introductorios por cada miembro y una foto grupal en su página oficial. Además, el grupo creó su saludo oficial al establecer su cuenta de Twitter, abriendo también la página oficial de fanes de TXT y el canal V Live, ganando miles de seguidores en pocas horas.

### 2019: Debut conThe Dream Chapter: Stary primer comeback conThe Dream Chapter: Magic
TXT es el primer grupo en debutar en Big Hit Entertainment en seis años, después de BTS. El 4 de marzo de 2019, TXT lanzó su EP debut, The Dream Chapter: Star junto con el largometraje Tomorrow X Together Debut Celebration Show, presentado por Mnet. Al día siguiente, el 5 de marzo, se llevó a cabo el showcase debut, «Tomorrow X Together Debut Showcase 'Star'». Tras la publicación del EP, el vídeo musical del sencillo principal del álbum, «Crown», alcanzó más de 14.5 millones de vistas en Youtube y con ello rompió el récord del vídeo musical debut de un grupo de K-pop más visto en 24 horas para un grupo masculino. Además, el disco encabezó tanto la lista Gaon Album Chart como la World Albums Chart de Billboard, en tanto que «Crown» se posicionó en el número 1 de la lista Billboard World Digital Songs. TXT alcanzó el primer puesto en la lista «Artistas Emergentes» de Billboard y el número 140 de la Billboard 200 por primera vez, con lo que se convirtió en el grupo de K-pop en entrar más rápido en la lista, mientras que The Dream Chapter: Star llegó a ser el álbum debut de un grupo de masculino de  K-pop mejor posicionado en esta; el disco también estuvo en el puesto 3 de la lista semanal de álbumes de Oricon. Adicionalmente, el álbum estuvo en la posición 1 de la lista Gaon Monthly Álbum en el mes de marzo. Su primera presentación en un programa de música fue el 7 de marzo de 2019, en M Countdown, transmitido por la cadena Mnet. El grupo obtuvo su primera victoria en el programa The Show, de SBS MTV, con el sencillo «Crown», una semana después de su debut. Esta fue seguida por otras en M Countdown y Show Champion. «Crown» entró en la lista «Los innovadores de una década de K-pop» de GQ en 2019, en la que se elogió «el pop brillante y efervescente de TXT, que a pesar de ser un grupo más joven que BTS, está en su propio elemento mientras explora positivamente el dolor adolescente al madurar».

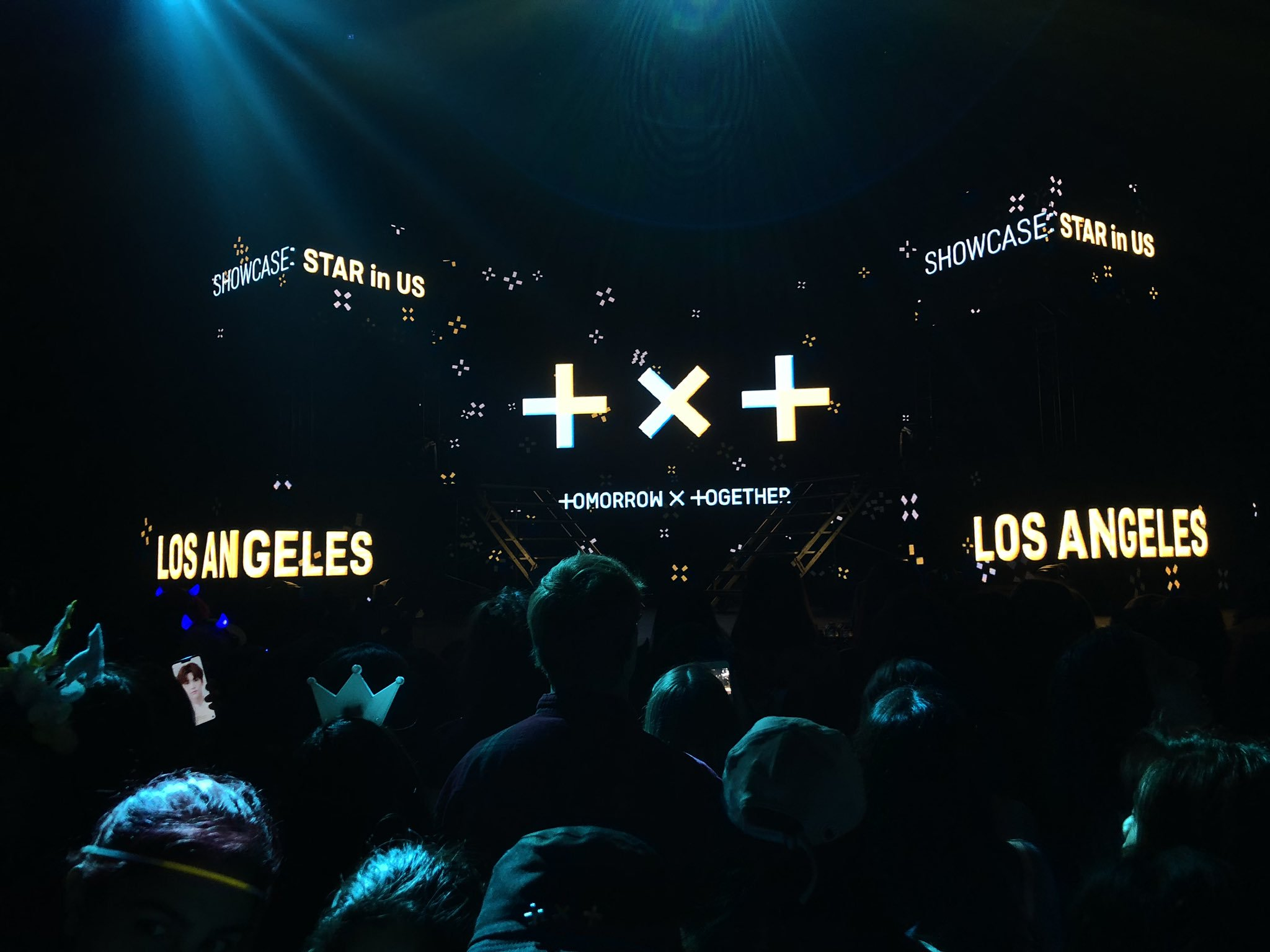
Showcase del debut de TXT en Los Ángeles.

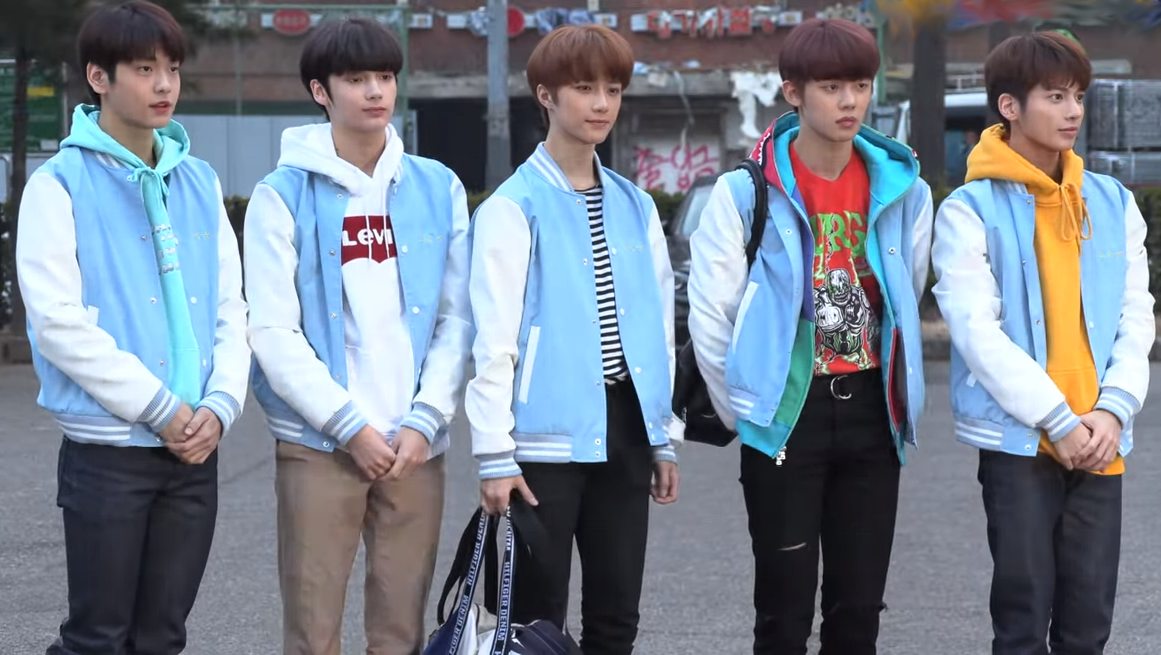
TXT al llegar al programa Music Bank para su presentación, el 15 de marzo de 2019.

El 9 de abril de 2019, TXT anunció su primera gira internacional, una serie de conciertos en Estados Unidos en las ciudades de Nueva York, Chicago, Los Ángeles, Dallas, Orlando, y Atlanta, entre el 19 y 24 de mayo. Las entradas se agotaron en menos de 10 minutos. Por otro lado, TXT se presentó en el evento Wango Tango de iHeartRadio de 2019, que se realizó el 1 de junio en Los Ángeles, en el Dignity Health Sports Park. El 20 de junio, el grupo anunció que también asistiría a dos de los festivales de moda más grandes de Japón; el 27 de agosto en el desfile de la colección Kansai otoño/invierno de 2019, y el 7 de septiembre en el de la colección otoño/invierno de Tokyo Girls, por lo que TXT fue el primer artista coreano en presentarse en ambos eventos en la misma temporada. El 6 de julio, el grupo se presentó en el festival de música KCON 2019 NY, que tuvo lugar en Madison Square Garden, en Nueva York, con una audiencia de 55 000 personas. Posteriormente en ese mes, TXT recibió su primera nominación en los MTV Video Music Award, en la categoría «Mejor K-pop».
El 8 de agosto de 2019, Big Hit Entertainment anunció que el grupo originalmente había planificado lanzar un nuevo álbum en agosto; sin embargo, debido a problemas con dos de los miembros de TXT –Soobin había sido diagnosticado con conjuntivitis y Yeonjun tenía problemas de espalda– se pospuso a septiembre. El 20 de agosto, Big Hit reveló que los integrantes Taehyun y Huening Kai también se habían contagiado de conjuntivitis, por lo que nuevamente se cambió la fecha para la publicación del álbum, de septiembre a octubre.
El 21 de octubre de 2019, TXT lanzó su primer álbum de estudio, The Dream Chapter: Magic, con el tema «9 and Three Quarters (Run Away)» como el sencillo principal. Musicalmente, el disco incorpora una variedad de géneros musicales, incluyendo R&B, house tropical, acústico, pop y hip hop. Tuvo una buena recepción comercial, el álbum ocupó la primera posición en la Gaon Album Chart y sobrepasó las 124 000 ventas en su primera semana, además de alcanzar el número 3 en la Billboard World Albums Chart y el 6 en la lista de Heatseeker Album. Cuatro canciones del disco entraron en la Billboard World Digital Songs; el sencillo «9 and Three Quarters (Run Away)» estuvo en el puesto número 2. Tanto la revista Billboard como Dazed nombraron a «9 and Three Quarters (Run Away)» como una de las mejores canciones de K-pop del año.
El éxito comercial de TXT en los primeros meses de su carrera hizo que consiguiera múltiples reconocimientos en premios coreanos de música al final del año, entre ellos en los Asia Artist Awards, Melon Music Awards, Mnet Asian Music Awards, Golden Disc Awards, Gaon Chart Music Awards y en los Seoul Music Awards.

### 2020:Magic Hour,The Dream Chapter: EternityyMinisode1: Blue Hour
El 15 de enero de 2020, TXT realizó su debut en Japón con el álbum sencillo Magic Hour, que incluye las versiones en japonés de las canciones «Run Away», «Crown» y «Angel or Devil». Debutó en el número uno de la lista diaria de Oricon y en el número dos de la lista semanal de sencillos de Oricon. El 19 de enero, se anunció que el grupo haría su debut en la televisión japonesa con su primera aparición en el programa Music Station de TV Asahi, donde interpretaron la versión en japonés de «Run Away»; TXT se convirtió en el primer artista coreano en actuar en el programa en 2020. Magic Hour recibió la certificación de Oro por la Asociación de la Industria de Grabación de Japón (RIAJ) al vender 100.000 unidades. El 28 de abril, Big Hit Entertainment reveló que el grupo lanzaría su segundo EP, The Dream Chapter: Eternity, el 18 de mayo junto con el sencillo «Can't You See Me?». El 21 de septiembre, Big Hit dio a conocer un tráiler en su canal de Youtube en el que se mostraba el nombre y fecha del próximo EP del grupo.  Este álbum es una "pausa" antes de que el grupo comience con un nuevo capítulo. El álbum se lanzó el 26 de octubre junto con el video de «Blue Hour» . El 12 de noviembre se publicó el video de «We Lost The Summer» y el 14 de febrero de 2021 el de «Way Home»

### 2021:Still Dreaming,The Chaos Chapter: FreezeyThe Chaos Chapter: Fight or Escape
El 20 de enero de 2021, TXT lanzó su primer álbum de estudio japonés Still Dreaming, que consiguió más de 200 mil copias vendidas alrededor del mundo e incluye ya las canciones previamente publicadas en Magic Hour y Drama. Además de tres canciones más:  Intro: Dreaming, Force y Outro: Still. La canción «Force» fue seleccionada para ser el OP de la segunda temporada de la serie de televisión japonesa World Trigger. Dicha canción, se convirtió en la canción de TXT con más horas en el primer puesto de Line Music Chart, superando a Run Away (Japanese Ver.). TXT se unió a BTS como los únicos actos coreanos en la historia en ingresar al Billboard 200 con un álbum japonés (Still Dreaming).
El 22 de abril de 2021, Big Hit Music anunció que TXT hará su regreso a finales de mayo. TXT publicó su segundo álbum de estudio en coreano, The Chaos Chapter: Freeze el 31 de mayo. El 5 de mayo, YG Plus, el distribuidor de álbumes de TXT, anunció que The Chaos Chapter: Freeze superó las 520.000 reservas del álbum, rompiendo el récord anterior del grupo con las 400.000 reservas de Minisode1: Blue Hour. El 31 de mayo, el día del lanzamiento, se anunció que el álbum superó los 700.000 pedidos por adelantado.

### 2023:The Name Chapter: Temptation, Do It Like That (ftThe Jonas brothers), Lollapalooza
El 27 de enero de 2023, el grupo lanzaría su quinto EP The Name Chapter: Temptation . Este cuenta con 5 temas, teniendo como principal Sugar Rush Ride y contando con canciones como Happy Fools, Devil by the window, Tinnitus y Farewell, Neverland. Este nuevo EP llegó juntamente con el anuncio de se segunda gira de conciertos Act: Sweet Mirage, a partir de marzo de 2023.
El 7 de julio de 2023 lanzaron su sencillo Do It Like That junto a otro conocido grupo, los Jonas Brothers. La canción cuenta ya con varios remixes y con más de 40 millones de reproducciones en Spotify y más de 39 millones de reproducciones en YouTube.
El 6 de agosto de 2023 encabezaron el conocido festival Lollapalooza en Chicago, haciendo una actuación de 90 minutos. TXT se convirtió en el primer grupo de K-pop en encabezar este festival, el cual fue transmitido a través de YouTube, Weverse y Hulu contando con más de 190 mil espectadores de todo el mundo. TXT presentó un tracklist de 20 canciones de toda su discografía.

## Miembros
- Yeonjun (en hangul, 연준)[65]
- Soobin (en hangul, 수빈) – líder[66]
- Beomgyu (en hangul, 범규)[67]
- Taehyun (en hangul, 태현)[68]
- Huening Kai (en hangul, 휴닝카이)[69]

## Giras musicales
- Act: Lovesick (2022)
- Act: Sweet Mirage (2023)
- Act: Promise (2024)
- Act: Tomorrow (2025)

Conciertos
- Debut Showcase: Star (2019)
- Act: Boy (2021)

## Discografía
Álbumes de estudio
- 2019: The Dream Chapter: Magic
- 2021: Still Dreaming
- 2021: The Chaos Chapter: Freeze
- 2025: The Star Chapter: Together

## Filmografía

### Televisión
| Año  | Título                      | Cadena | Notas                                                                         | Ref.   |
| ---- | --------------------------- | ------ | ----------------------------------------------------------------------------- | ------ |
| 2019 | One Dream.TXT               | Mnet   | Reality show, 8 episodios                                                     | [ 70 ] |
| 2021 | Playground                  | JTBC   | Con Enhypen; Programa especial de variedades del Año nuevo lunar, 2 episodios | [ 71 ] |
| 2021 | TO DO X Tomorrow X Together | JTBC2  |                                                                               | [ 72 ] |
| 2021 | 2021 NEW YEAR'S EVE LIVE    | JTBC2  | Concierto conjunto de artistas de Hybe Labels                                 | [ 72 ] |

### Programas en línea
| Año           | Título                                     | Cadena                    | Notas                                                                           | Ref.          |
| ------------- | ------------------------------------------ | ------------------------- | ------------------------------------------------------------------------------- | ------------- |
| 2019–presente | TALK X TODAY                               | V Live, YouTube y Weverse | Reality show, 4 temporadas                                                      | [ 73 ] [ 74 ] |
| 2020          | TO DO X Tomorrow X Together                | V Live, Youtube y Weverse | Programa de variedades de TXT                                                   | [ 75 ]        |
| 2020          | Weekly TXT                                 | AbemaTV                   | Reality show semanal japonés                                                    | [ 76 ]        |
| 2020          | TALK X TODAY ZERO                          | V Live y YouTube          | Predebut TXT. Reality show                                                      | [ 77 ]        |
| 2021          | TOMORROW X TOGETHER Map for STILL DREAMING | AbemaTV                   | Programa documental japonés sobre la preparación de Still Dreaming, 4 episodios | [ 78 ]        |

### Radio
| Año  | Título                   | Cadena    | Notas | Ref.   |
| ---- | ------------------------ | --------- | ----- | ------ |
| 2019 | Tomorrow X Together Show | Naver NOW | DJs   | [ 79 ] |
| 2021 | Listen                   | EBS       | DJs   | [ 80 ] |